# Bassia eriophora
Bassia eriophora är en amarantväxtart som först beskrevs av Heinrich Adolph Schrader, och fick sitt nu gällande namn av Paul Friedrich August Ascherson. Bassia eriophora ingår i släktet kvastmållor, och familjen amarantväxter. Inga underarter finns listade i Catalogue of Life.